# Het afscheid van de koningen
Het afscheid van de koningen is het derde deel van de epische fantasy stripreeks Servitude, getekend door Eric Bourgier, op een script van Fabrice David. Het album verscheen bij uitgeverij Daedalus in 2012 uitsluitend met harde kaft.

## Het verhaal van Ulfas en de toevoegingen aan het album
Op de binnenkaft van het album  is een kaart van het koninkrijk van de Zonen van de Aarde opgenomen. In de aan het verhaal voorafgaande brief van Ulfas wordt beschreven hoe het de Mogendheden in de wereld verschenen en de echte betekenis achter het scheppingsplan van de mens. In de bijlagen is een geschiedenis opgenomen van de vijf eeuwen die plaatsvonden voor de slag bij Al Astan. Ook is er een beschrijving van de voornaamste protagonisten en een uiteenzetting over de opbouw van de deelnemende legers.

## Verhaal
In dit derde deel komen de verhaallijnen uit het eerste deel en het vorige deel samen. Hoofdpersoon Kiriël is onderweg naar de koning en wordt  belaagd door een stel plunderaars. Hij wordt gered door Fl'ar, de vrouwelijke generaal die in het eerste deel tevergeefs de brief van Ulfas onder ogen trachtte te brengen van koning Garantiël van Anorœr. Samen reizen ze de koning achterna, die met zijn leger op weg is naar zijn tegenstander. 
Het koninklijk leger is inmiddels bij de havenstad Al Astan gearriveerd, hier hoopt de koning gedreven door wraakzucht de legers van zijn tegenstander, de hertog van Omel te kunnen verslaan en daarmee zijn rijk bijeen te houden. Hier wacht de koning ook op de komst van de vloot uit Sardanië. Echter naar spoedig blijkt heeft het door de koning opgezette plan geen enkele kans van slagen als men er achter komt dat Drekkars de stad geïnfiltreerd hebben en de stadhouder Cerir dwingen de poorten gesloten te houden. Koning Garantiël rest niets anders dan zijn tegenstander voor de stadsmuren te bevechten. In een vlaag van verstandsverbijstering vertrekt de koning met zijn lijfgaard en loopt vervolgens in een hinderlaag die hij met de dood moet bekopen. De aanvoerders kiezen Riben van Arkanor als nieuwe koning. Nog meer rampspoed doet zich aan als blijkt dat de vloot van Sardanë verwoest is door de Drekkars, een nederlaag van het koninklijk leger lijkt onafwendbaar. In de veldslag bij Al Astan spelen Kiriël en Fl'ar een belangrijke rol.